# Немировский сахарный завод
Немировский сахарный завод — предприятие пищевой промышленности в п. Ковалевка Немировского района Винницкой области Украины.

## История
Небольшой сахарный завод в местечке Немиров Брацлавского уезда Подольской губернии Российской империи был построен по распоряжению помещиков Строгановых в 1872 году.
Условия труда на заводе были тяжёлыми — продолжительность рабочего дня составляла от 14 до 16 часов, а зарплата была низкой (60-70 копеек в день), что вызывало недовольство и протесты среди рабочих. Экономический кризис 1900—1903 гг. осложнил обстановку, и осенью 1903 года рабочие начали забастовку, выдвинув требования вести 8-часовой рабочий день, улучшить условия труда, ввести медицинскую помощь и организовать школьное обучение для детей.
Во время первой русской революции рабочие завода участвовали в забастовках и демонстрациях (9 мая 1905 года рабочие сахарного завода организовали митинг, организаторов которого арестовали, однако к начавшим стачку рабочим присоединились крестьяне, прекратившие выходить на работы в имении помещиков — в результате, по распоряжению губернатора, в Немиров прислали два эскадрона драгунов).

### 1918—1991
В ноябре 1917 года в Немирове была установлена Советская власть, но уже в марте 1918 года его оккупировали австро-немецкими войсками (которые оставались здесь до ноября 1918 года), в дальнейшем селение оказалось в зоне боевых действий гражданской войны.
18 июня 1920 года части РККА заняли Немиров, через два дня состоялся волостной съезд, на котором были избраны местные органы власти и началось восстановление селения. В июне 1921 года было завершено восстановление электростанции, сахарного и винокуренного завода.
В ходе административно-территориальной реформы 7 марта 1923 года Немиров стал центром Немировского района и получил статус посёлка городского типа, что способствовало его дальнейшему развитию. Во второй половине 1920-х годов на сахарном заводе было обновлено оборудование.
Уже в 1934—1936 гг. завод выпускал в полтора раза больше продукции, чем в 1913 году, среди работников в это время было 89 стахановцев и 36 ударников.
В ходе Великой Отечественной войны с 22 июля 1941 до 10 января 1944 года Немиров оккупировали немецкие войска. В феврале 1942 года на сахарном заводе возникла советская подпольная группа (структурное подразделение действовавшей в Немирове подпольной организации, которую возглавлял учитель средней школы, коммунист А. Д. Евдокименко).
После окончания войны завод был восстановлен. В соответствии с четвёртым пятилетним планом восстановления и развития народного хозяйства СССР в 1948 году к Немирову была подведена высоковольтная линия электропередач, что дало возможность увеличить производственную мощность всех предприятий райцентра. В 1950 году объем производства сахара-песка на Немировском сахарном заводе достиг уровня довоенного 1940 года.
После газификации города в 1960-х годах началось использование природного газа в производственных процессах. В годы семилетки и восьмой пятилетки (1966—1970) завод был реконструирован и оснащён новым оборудованием. В результате, в 1970 году он произвёл 205,6 тыс. центнеров сахара-песка (в 2,6 раз больше, чем в 1940 году и в четыре раза больше, чем в 1913 году).
В целом, в советское время сахарный завод входил в число ведущих предприятий райцентра, на его балансе находились объекты социальной инфраструктуры.

### После 1991
После провозглашения независимости Украины завод перешёл в ведение Государственного комитета пищевой промышленности Украины.
В дальнейшем, государственное предприятие было преобразовано в открытое акционерное общество.
В феврале 2003 года хозяйственный суд Винницкой области возбудил дело о банкротстве Немировского сахарного завода.
В 2004 году завод продолжал перерабатывать свеклу и производить сахар, но завершил сезон сахароварения с убытком.